# Jai Courtney

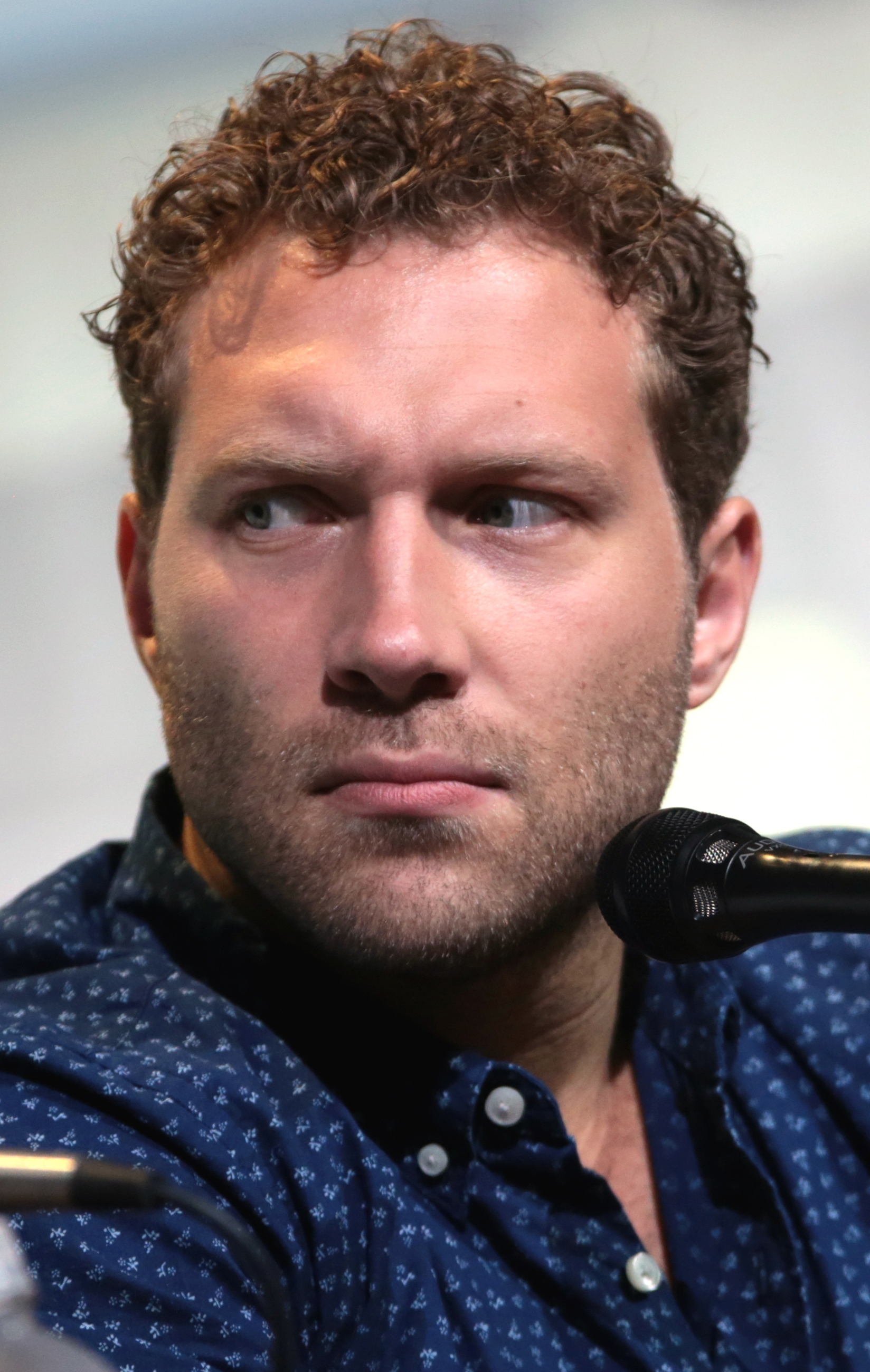
Jai Courtney bei der Comic-Con (2016)

Jai Courtney (* 15. März 1986 in New South Wales) ist ein australischer Schauspieler.

## Leben
Bekannt wurde Courtney durch seine Rolle als Varro in der Fernsehserie Spartacus. Danach übernahm er im fünften Teil der Stirb-langsam-Filmreihe den Part als John McClanes Sohn Jack und spielte in dem Krimi Jack Reacher nach dem Roman Sniper von Lee Child den Heckenschützen. Außerdem ist Courtney im Film Die Bestimmung – Divergent als Eric zu sehen. Des Weiteren spielt Courtney in den Anfang 2015 gestarteten Filmen Unbroken von Angelina Jolie und Die Bestimmung – Insurgent sowie den Part des Kyle Reese in Terminator: Genisys. 2020 war er in der sechsteiligen Miniserie Stateless zu sehen.

## Filmografie (Auswahl)
- 2005: Boys Grammar (Kurzfilm)
- 2008: All Saints (Fernsehserie, 2 Folgen)
- 2009: Stone Bros.
- 2009: Die Chaosfamilie (Packed to the Rafters, Fernsehserie, 2 Folgen)
- 2010: Spartacus (Fernsehserie, 11 Folgen)
- 2012: Jack Reacher
- 2013: Stirb langsam – Ein guter Tag zum Sterben (A Good Day to Die Hard)
- 2013: Felony
- 2014: I, Frankenstein
- 2014: Die Bestimmung – Divergent (Divergent)
- 2014: Das Versprechen eines Lebens (The Water Diviner)
- 2014: Unbroken
- 2015: Die Bestimmung – Insurgent (The Divergent Series: Insurgent)
- 2015: Terminator: Genisys
- 2015: Man Down
- 2016: Suicide Squad
- 2016: The Exception
- 2017: Wet Hot American Summer: 10 Jahre später (Wet Hot American Summer: Ten Years Later, Miniserie, 4 Folgen)
- 2019: Storm Boy
- 2019: Alita: Battle Angel
- 2019: Buffaloed
- 2019: Semper Fi
- 2020: Stateless (Fernsehserie, 6 Folgen)
- 2020: Honest Thief
- 2021: Jolt
- 2021: The Suicide Squad
- 2022: The Terminal List – Die Abschussliste (The Terminal List, Fernsehserie)
- 2022: Black Site
- 2023: Kaleidoskop (Kaleidoscope, Fernsehserie)[1]
- 2025: American Primeval (Miniserie, 6 Folgen)
- 2025: Dangerous Animals